# 拉克爾冰川
拉克爾冰川（英語：Rubble Glacier），是南極洲的冰川，位於帕爾默地，北面是吉薩峰，南面是象嶺，該冰川在1960年代初期被稱為曼帕克冰川，現時由南極條約體系管理。